# Pierre-Maurice Rey-Bellet
Pour les articles homonymes, voir Rey et Bellet (homonymie).
Pierre-Maurice Rey-Bellet (dit « le Gros-Bellet »), né le 14 septembre 1754 à Val-d'Illiez et mort dans le même village le 13 novembre 1834, est une personnalité politique du canton du Valais. Il est considéré comme l'un des principaux initiateurs de la révolte du Bas-Valais pour se libérer de la tutelle de Haut-Valais. Il est depuis lors devenu une figure de l'historiographie valaisanne.

## Biographie
Pierre-Maurice Rey-Bellet est le fils de Pierre-Maurice Rey-Bellet et Jeanne Vieux. Paysan commerçant de salpêtre, il fut également conseiller communal de Val-d'Illiez.

## Événements de 1790
Le Bas-Valais fut sujet du Haut-Valais depuis 1476, année de sa conquête par Walter Supersaxo. En 1790, les relations entre les deux régions du Valais se détériorèrent surtout en raison d'actes de concussions. En s'interposant dans une querelle entre Jean-Joseph Rey-Borratzon et Jean-Joseph Donnet, Pierre-Maurice Rey-Bellet blessa ce dernier qui alla déposer une plainte auprès du gouverneur en mars 1790. Reconnu coupable, il refusa à plusieurs reprises de payer son amende de 1 louis, la considérant injustifiée et arbitraire.
Le 8 septembre 1790, jour de marché à Monthey, le greffier Meillat se fit malmener par les gens de Val-d'Illiez. Informé, le gouverneur Hildebrand Arnold Schiner intervient et menace de prison Pierre-Maurice Rey-Bellet. Accompagné d'une foule, ce dernier agressa Schiner en le soulevant hors de la fenêtre. Sous les menaces des personnes accompagnant le Gros-Bellet, le gouverneur prit la fuite.
Même s'il n'est plus intervenu dans la suite des événements révolutionnaires, Pierre-Maurice Rey-Bellet est considéré comme un « héros » de cette lutte.